# Бугулов, Дзауг
Дзау́г Бугу́лов (осет. Быгъуылты Дзæуыг) — по осетинским преданиям является основателем селения, рядом с которым была построена крепость Владикавказ. В осетинском языке город Владикавказ носит имя Дзауга Бугугова: Дзæуджыхъæу — «селение Дзауга». 
Дзауг являлся представитель фамилии Бугуловых. Его личность является предметом споров между историками[какими?].

## Историчность
Имя Дзауга Бугулова играет важную роль в популярной в Северной Осетии версии основания Владикавказа, однако существуют и иные версии как основания города, так и деталей жизни Дзауга. Некоторые исторические документы, в частности, дневник Штедера, сообщают о наличии в этом месте поселения, которое в дневнике названо «первой осетинской деревней». Сегодня эти слова высечены на памятном камне вблизи памятника Дзаугу.

## Предание
Предание гласит, что Дзауг Бугулов был жителем Куртатинского ущелья. Свой родной аул он покинул из-за кровной мести в середине XVIII века и стал первопоселенцем на новом месте, основав Дзауджикау (то есть аул Дзауга, осетинское название Владикавказа, в том числе современного). На месте этого аула в 1784 году русскими была построена крепость Владикавказ.

## Память
- В 2007 году во Владикавказе на площади Штыба Дзаугу Бугулову был поставлен памятник в сквере, где находится строение, имитирующее Владикавказскую крепость.
- В Куртатинском ущелье, в посёлке Верхний Фиагдон, именем Бугулова была названа улица.